# Step Brothers
Step Brothers är en amerikansk komedifilm från 2008, regisserad av Adam McKay. I filmen medverkar bland annat Will Ferrell och John C. Reilly. Manuset är skrivet av Ferrell och McKay. Filmen hade biopremiär den 25 juli 2008 i Nordamerika och den 3 oktober i Sverige.
Filmen handlar om två killar i 40-årsåldern, den ena bor med sin mamma och den andre med sin pappa. Deras föräldrar träffas och killarna inser att de nu kommer att bli styvbröder.

## Handling
En 39-årig Brennan Huff (Will Ferrell) har fortfarande inget jobb och tar inte arbetslösheten på allvar. Han bor med sin mamma Nancy (Mary Steenburgen). För den 40-årige Dale Doback (John C. Reilly) är det ingen stor skillnad, eftersom han fortfarande bor med sin far Robert. De har ingen avsikt att flytta från sina hem eller att finna ett jobb och de båda beter sig väldigt barnsligt. Båda känner att de är 12-åringar fångade i en vuxen kropp och båda lever i sin egen värld.
När Robert och Nancy träffas i en affärskonferens gifter de sig och flyttar ihop i samma hushåll. Brennan och Dale blir styvbröder, men blir hatiska mot varandra när de får veta att de ska flytta ihop. Men de upptäcker sedan att de inte är så olika. När deras barnsliga käbbel och störande lathet hotar att förstöra deras nya familj, börjar bröderna att samarbeta med varandra för att kunna para ihop sina föräldrar. Men för att uppnå detta måste de stötta varandra i varje situation och kanske lämna sitt hem för att skaffa ett jobb.

## Skådespelare
- Will Ferrell - Brennan Huff, Nancys 39-åriga son.
- John C. Reilly - Dale Doback, Roberts 40-åriga son.
- Richard Jenkins - Dr. Robert Doback, Dales far och make till Nancy
- Mary Steenburgen - Nancy Huff-Doback, Brennans mor och fru till Robert
- Adam Scott - Derek Huff, Brennans lillebror som alltid retar Brennan.
- Kathryn Hahn - Alice Huff, Dereks sextokiga och nedvärderade fru som vill vara ihop med Dale istället för Derek.
- Andrea Savage - Denise, Brennans terapeut och kärleksintresse.
- Rob Riggle - Randy, Dereks bästa vän och kollega.
- Logan Manus - Chris Gardocki, ett elvaårigt barn som mobbar Dale varje dag han passerar hans skola.
- Lurie Poston - Tommy Huff.
- Elizabeth Yozamp - Tiffany.
- Ken Jeong - Anställningsintervjuare.
- Breaunna Lake - Student.
- Wayne Federman - Don, en blind man.
- Kyle Filt - Heckler, en vinblandare
- Abigail Wagner - Erica, en ägare för en affär.
- Carli Coleman - Bostadsköpare.
- Mary Catherine Hamelin - Fru till en bostadsköpare.
- Phil LaMarr - Bostadsköpare.
- Erica Vittina Phillips - Fru till en bostadsköpare.
- Matt Walsh - En berusad företagskille.
- Seth Rogen - Manager över en sportaffär.
- Horatio Sanz - Sångare på ett party.
- Gillian Vigman - Pam.
- Travis T. Flory - Ginger.
- Bryce Hurless - Brennan som 9-åring
- Dmitri Schuyler-Linch - Derek som 6-åring
- Maria Quiban - TV ankare.